# Matiční jezero
Matiční jezero je vodní plocha v Pardubicích. Jezero vzniklo v roce 1910 regulací řeky Chrudimky a oddělením jejího slepého ramene. Na břehu jezera se nachází několik významných staveb, například Vila Viktora Kříže.

## Umístění
Matiční jezero se nachází bezprostředně u východního břehu řeky Chrudimky asi 1 kilometr od jejího soutoku s Labem a asi 0,5 km jihovýchodně od Pernštýnského náměstí. Na severu na něj navazují Bubeníkovy sady, společně se kterými tvoří okolí Matičního jezera rozsáhlou klidovou zónu v blízkosti historického centra města. Na východním břehu se nachází vilová čtvrť Kamenec a nedaleko jižního břehu prochází železniční trať Kolín – Česká Třebová.

## Funkce
Vodní plocha tzv. jezera se původně regulovala dle okolností proti možnému zaplavení (východní) přilehlé uliční kanalizační sítě a zástavby. V jižním cípu nabíralo přebytečnou vodu a na zrcadlové straně rybníka zpětně byla voda vypouštěna. Z části dodnes dochovaný samotný val u koryta řeky, který přechází v „lavorovitý“ park v případě nejvyšší nutnosti – stejně jako poddimenzované Bubeníkovy sady – k okolní zástavbě plnilo přirozenou bariéru proti povodni. Od padesátých let je tento systém neudržovaný a tudíž i původní stromoví fakticky ležící vodou oduhnívá.

## Historie

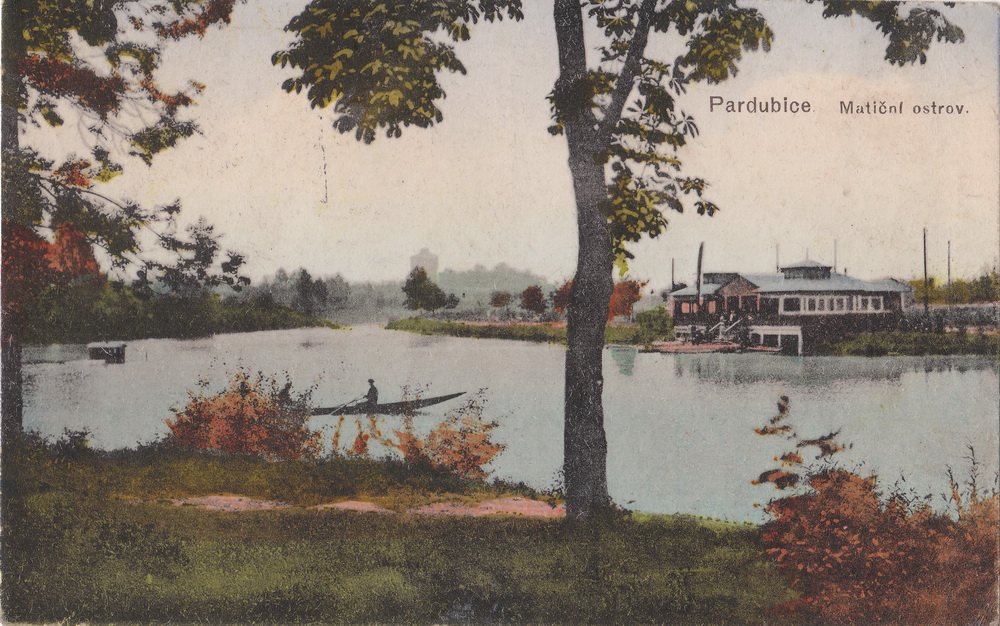
Matiční ostrov s restaurací, asi 1918. V pozadí je patrný vodojem "Na Vinici".

Matiční jezero v Pardubicích na Bílém Předměstí vzniklo v roce 1910 regulací řeky Chrudimky a oddělením jejího slepého ramene. Na jeho břehu stála dřív dřevěná restaurace, kterou za první republiky spravovala pardubická Matice školská. Podle ní byl okolní park pojmenován Matiční ostrov a jezero Matiční. Ve dvacátých letech minulého století zde bylo populární kluziště. Trénovali zde i hokejisté. V roce 1913 se zde hrálo první utkání v ledním hokeji v Pardubicích.

## Současnost
V současné době je jezero využíváno jako rekreační, mimo zimu rybáři a v zimě jako přírodní kluziště. Na jeho břehu stojí ze strany od řeky Rybářská restaurace. Protože jezero nikdo po celé desítky let nečistil, docházelo v něm k usazování zbytků organického materiálu a tím i jeho zanášení, zahnívání vody a k následnému úhynu ryb.

## Galerie

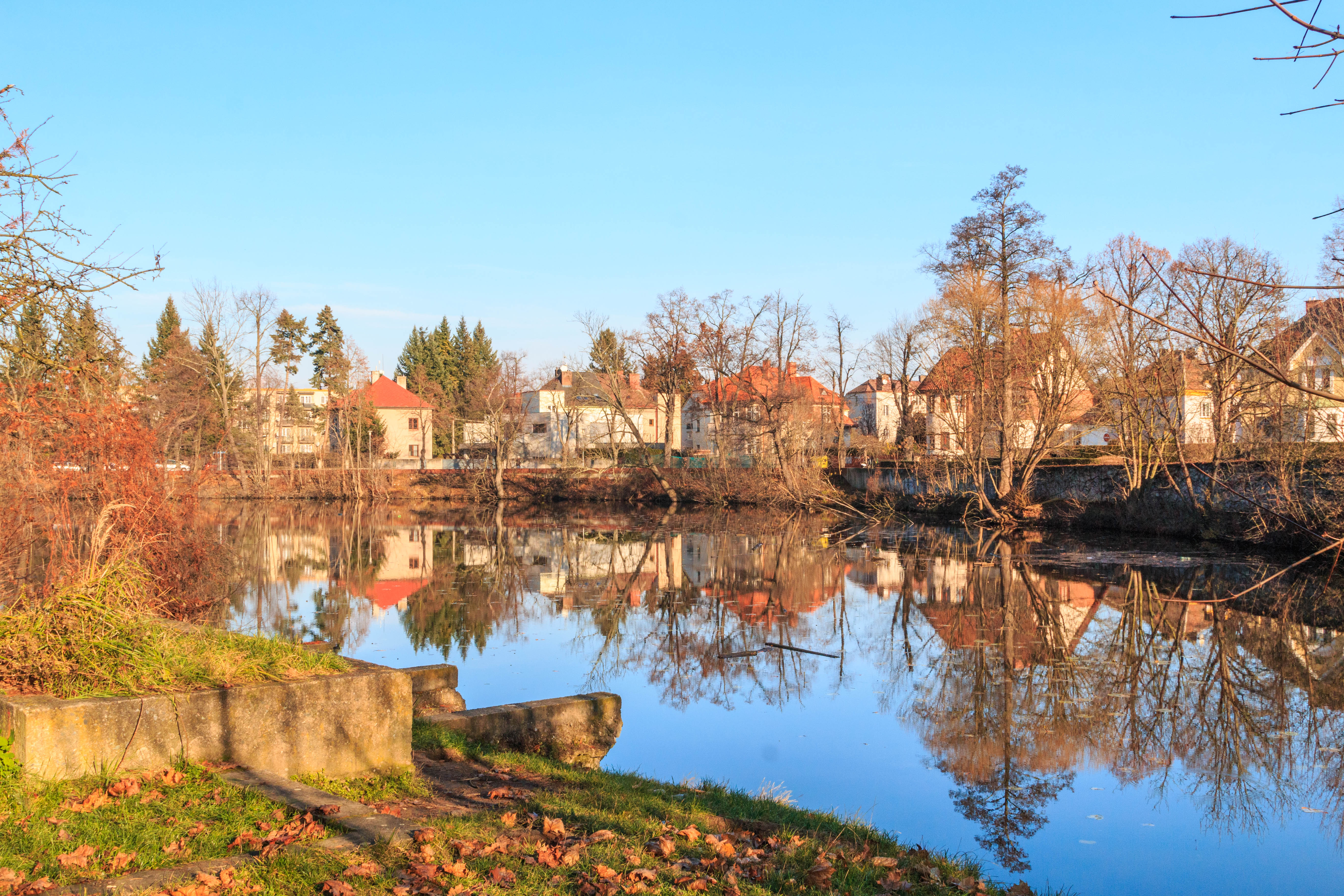
Matiční jezero Pardubice
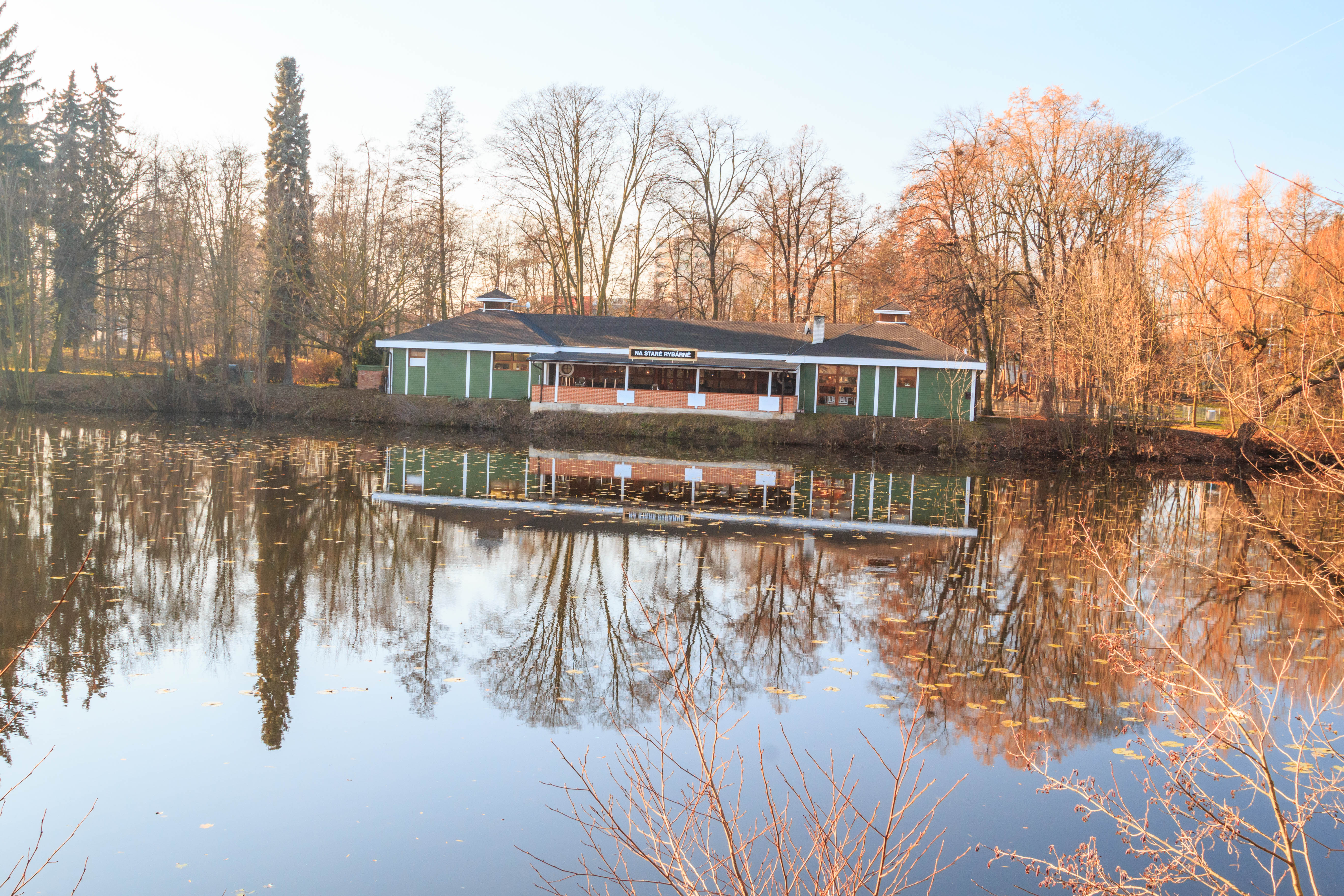
Matiční jezero Pardubice - Rybářská restaurace
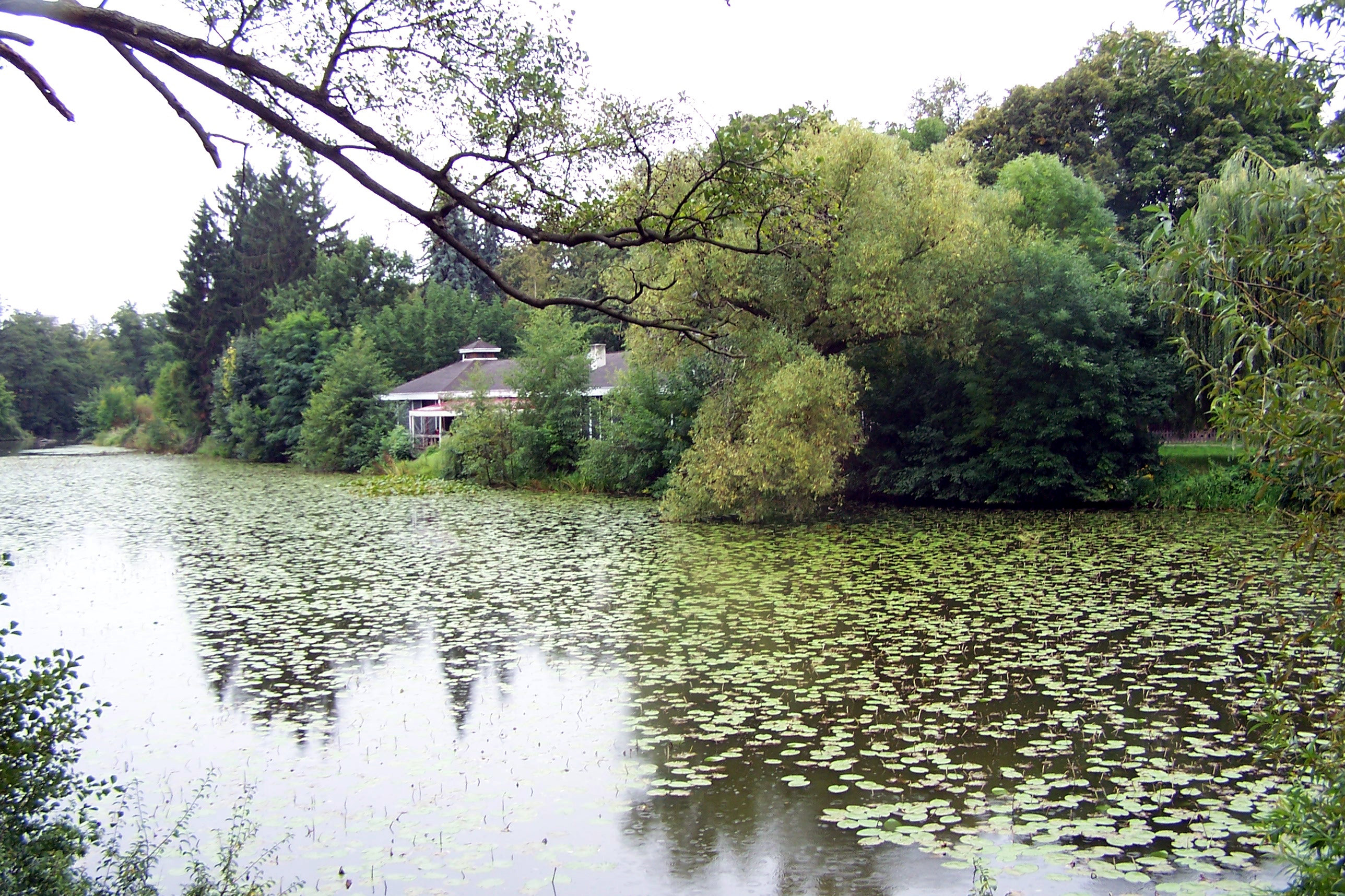